# Kounice (zámek)
Kounický zámek je renesanční zámek v centrální části ve středočeské obce Kounice v okrese Nymburk. Nachází se na místě někdejší tvrze, která je poprvé zmiňována již v roce 1554. Tvrz nechal na reprezentativní trojkřídlý zámek přestavět Jan Rudolf Trčka z Lípy v letech 1612–1634.
Zámek je chráněn jako kulturní památka ČR. Stavba v dezolátním stavu je v soukromém vlastnictví. Od roku 2018 je zámek na prodej.

## Historie

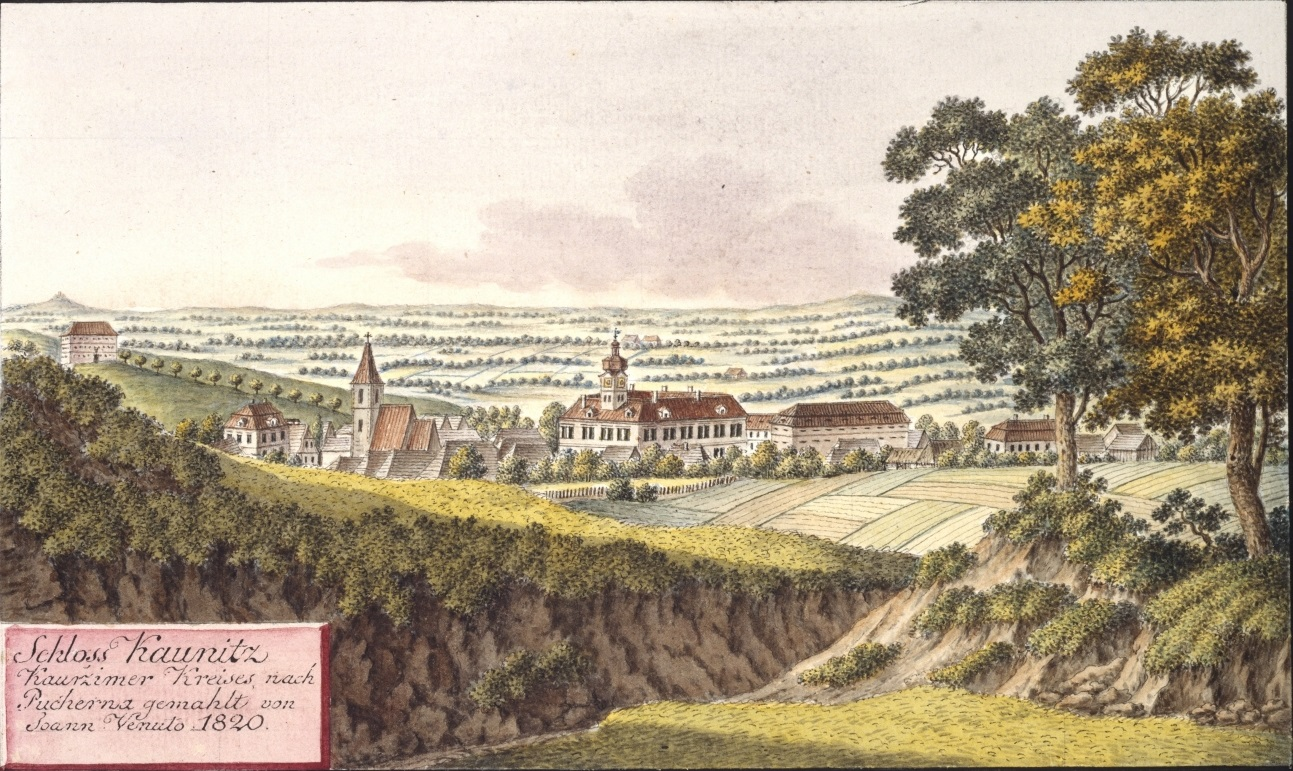
Jan Antonín Venuto: Obec Kounice a zámek. Rytina z roku 1820 podle malby Antonína Pucherny.

Zdejší tvrz je poprvé zmiňována v 16. století, kdy panství vlastnil Jiřík Wachtl z Pantenova. Ten také zahájil výstavbu či přestavbu renesanční tvrze v letech 1567–1593. Práce byly však zřejmě dokončeny až za jeho syna a dědice Jáchyma.
Počátkem 17. století nechal tvrz přestavět na zámek Jan Rudolf Trčka z Lípy. V roce 1634 byl zámek s celým panstvím zkonfiskován. Ve 2. polovině 17. století zde probíhaly stavební práce za hraběte Arnošta Ferdinanda de Suys, po jeho smrti stavbu dále financovala jeho manželka Klára Františka, rozená hraběnka z Thunu, která zde bydlela s nezletilým synem. K zámku bylo přistavěno čtvrté křídlo, práce však byly dokončeny až za nových majitelů – hrabat z Morzinu.

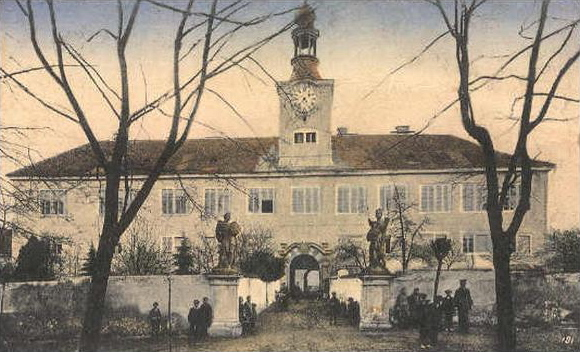
Zámek na pohlednici z roku 1926

Za Václava hraběte z Morzinu byla stavba kolem roku 1719 dokončena a barokně upravena. Tehdy pro hraběte pracoval stavitel Jan Blažej Santini-Aichel a je možné, že se na úpravách zámku také podílel.
Dalším významným umělcem, který zde zanechal svou stopu, byl sochař Ferdinand Maxmilián Brokoff. Jeho dílem jsou dvě sochy mouřenínů, umístěné na sloupech u vjezdu do zámku. Během stavebních úprav v 18. století zámek získal také barokní hranolovou věž s hodinami a lucernovou střechou.
V letech 1772–1924 patřil zámek rodu Lichtenštejnů. Během pozemkové reformy obdržela velkostatek Kounice obec, půda byla rozparcelována též obcím Břežany, Černíky, Kounice, Limuzy, Přistoupim, Tlustovousy, Vykáň a Vyšehořovice. Část půdy obdržela obec Kounice od dvora Horky (Chrást u Poříčan) a určitý výměr rozptýlené půdy zůstal při zbytkovém statku Kounice, jehož výměra činila 148 ha. Zbytkový statek Kounice obec pronajala A. Klingerovi (židovského původu). V květnu 1939 obecní zastupitelstvo v Kounici rozhodlo, že již pachtovní smlouvu neprodlouží, zámek využije ke svým účelům a půdu o 148 ha rozpachtuje místním drobným zemědělcům.
Psali jsme v našem listě o velkopachtech a velkostatcích nearijců. Ač dosud židovský zákon leží v jednání, myslíme a souhlasíme s »Domovinou«, že to obec Kounice udělala dobře i bez zákona. Aspoň otázka komisařů a správců, českých správců na nearijské objekty v českém prostředí by měla být realisována.
Venkov, 24.05.1939, s. 6
Po druhé světové válce byla v zámku zřízena škola;. Již roku 1949 zde byly provedeny některé znehodnocující úpravy a roku 1963 byla snesena věž. V roce 1965 byly původní sochy uloženy do sbírek Národní galerie v Praze a na zámku je nahradily kopie. V roce 1970 prošla stavba rekonstrukcí, při níž však byla ochuzena o zbytky cennější architektury.
Na jaře v roce 1990 zámek vyhořel. Vypráví se, že byl požár založen úmyslně s cílem spálit zbylé svazky StB, které měly být uchovány v archivu na půdě. Oficiálním důvodem je ale závada na jednom z komínů. Požárem byly zničeny střechy, těžce poškozeny stropy. Obec poté nechala zámek zastřešit, do průčelí se vrátila věž. Rekonstrukce však kvůli nedostatku financí nebyla dokončena. V únoru 2004 obec uzavřela kupní smlouvu se společností Castle Kounice, vlastněnou dánským občanem Michalem Agerledem. Nový majitel plánoval přeměnu zdevastovaného zámku na komplex luxusních bytů se společenským a sportovním zázemím. K žádným stavebním úpravám však nedošlo a stavba nadále chátrala. Od roku 2018 je zámek na prodej.

## Fotogalerie

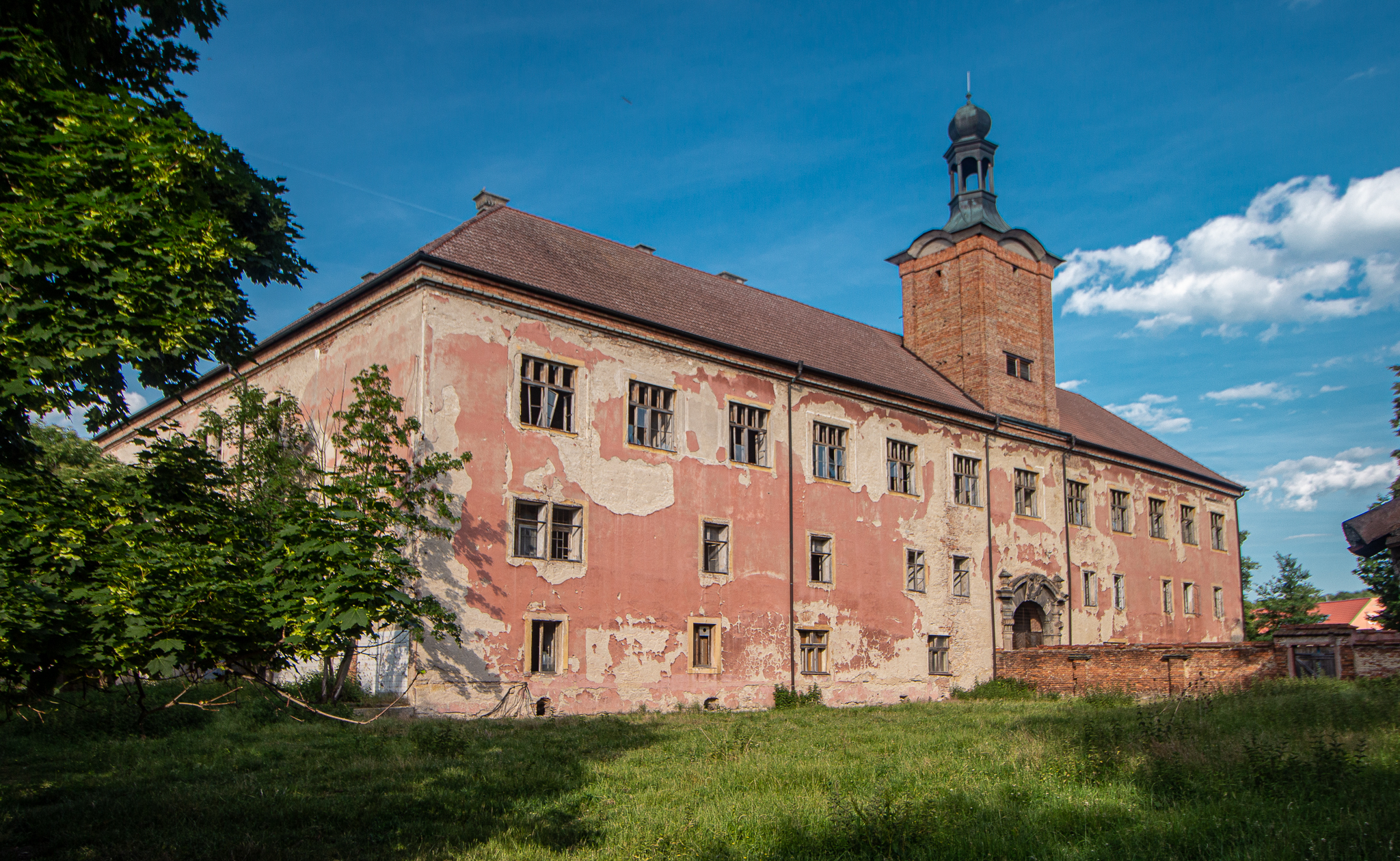
Celkový pohle
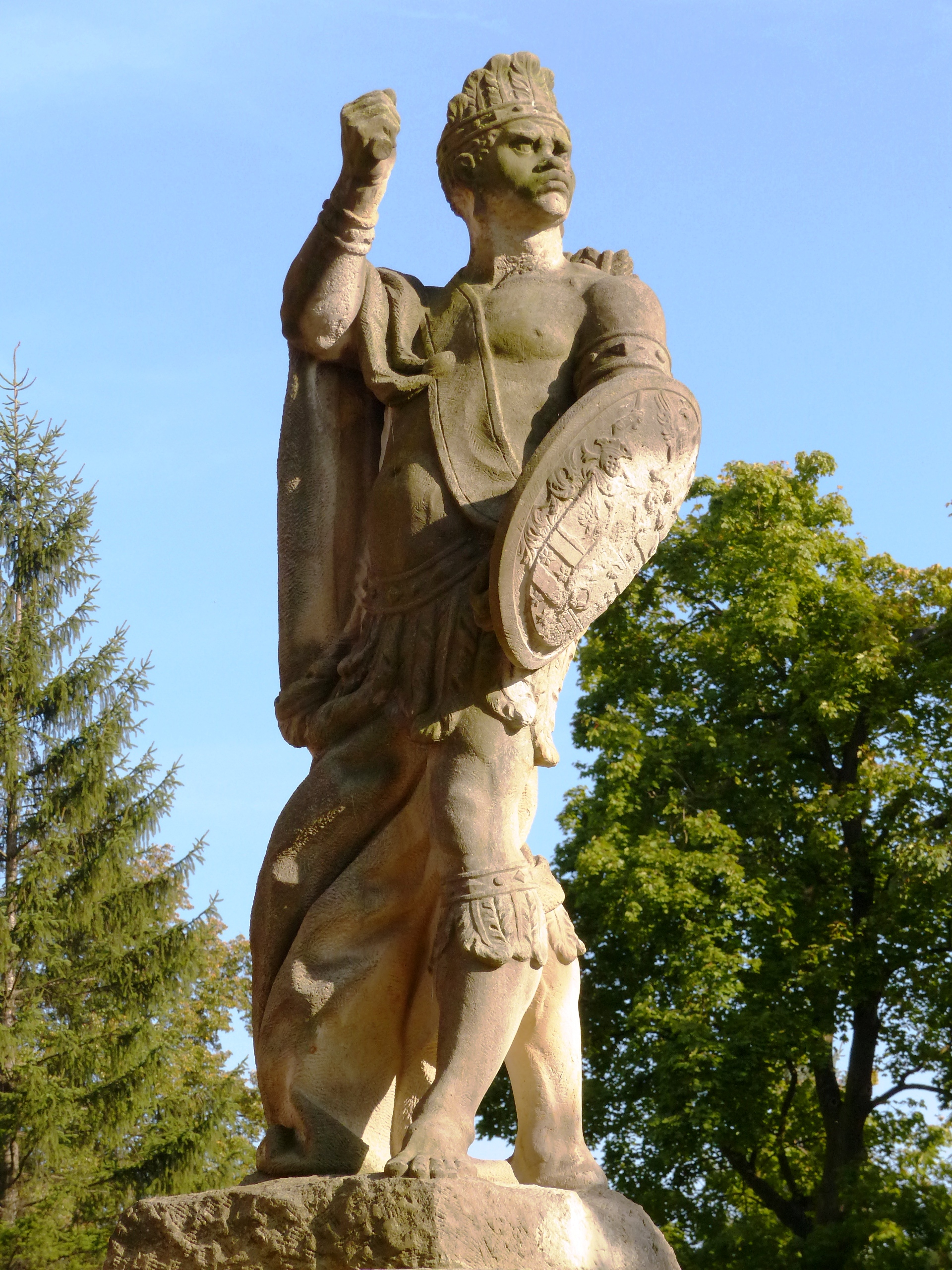
Kopie Brokoffovy sochy mouřenína u vstupní brány
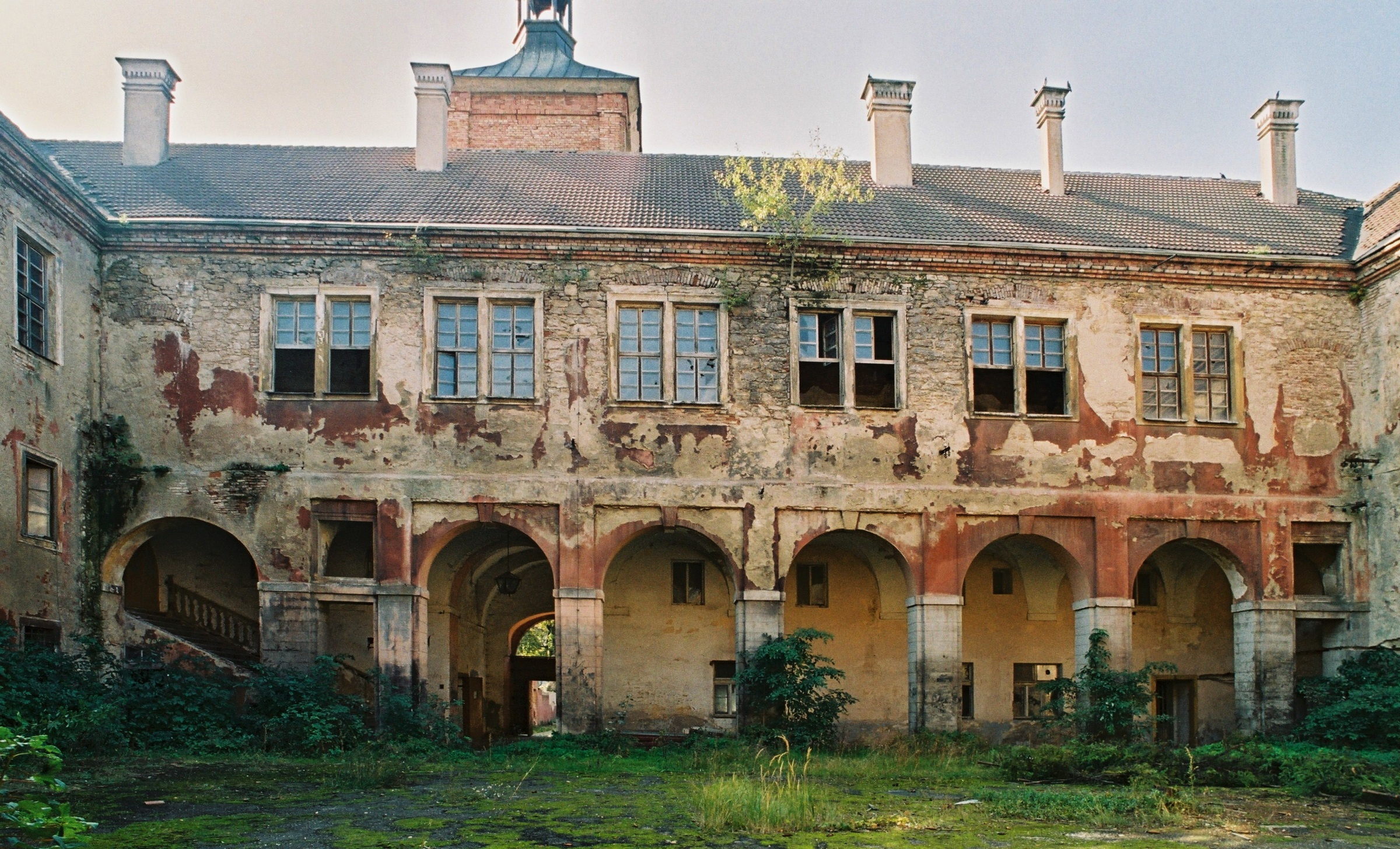
nádvoří zámku
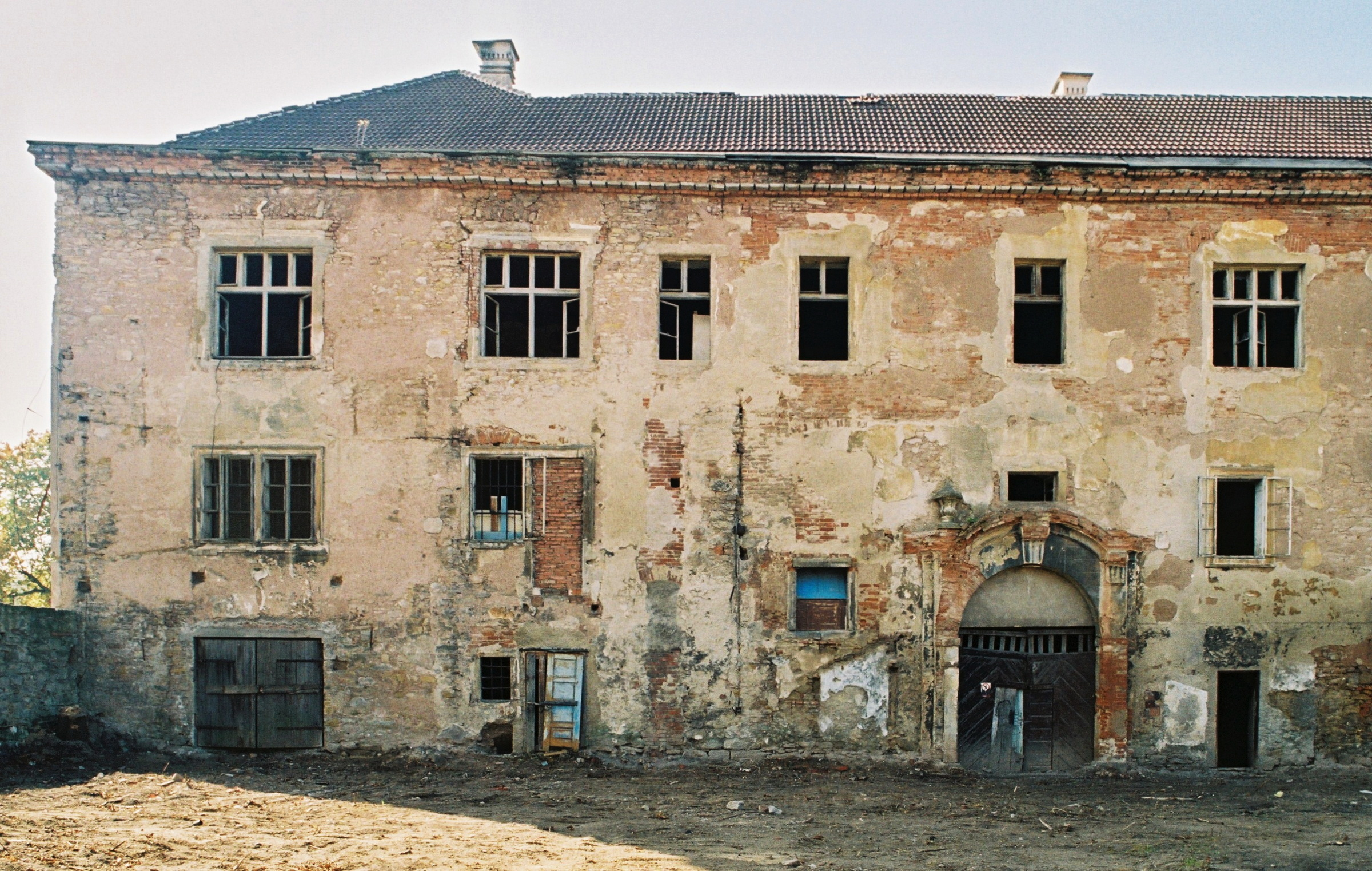